# Jo Cox
Helen Joanne "Jo" Cox (Batley, 22 de juny de 1974 - Leeds, 16 de juny de 2016) va ser una política britànica, del Partit Laborista i partidària del "romandre com a membre de la UE". Va ser membre del Parlament del Regne Unit per Batley and Spen des de les eleccions del 2015. Va ser assassinada el 2016 en plena campanya electoral pel Referèndum sobre la permanència del Regne Unit a la Unió Europea.